# Therese Mülhause-Vogeler
Therese Mülhause-Vogeler (* 15. März 1893 in Berlin; † 15. März 1984 in Frankfurt a. M.) war eine deutsche Lehrerin, Graphologin, Schriftstellerin und Vertreterin der Freikörperkultur.
Therese Mülhause-Vogeler arbeitete als Lehrerin in Berlin. 1922 heiratete sie Johannes Mülhause, durch den sie mit der Freikörperkulturbewegung in Kontakt kam. Im selben Jahr zog sie von Berlin nach Frankfurt a. M.
Sie veröffentlichte verschiedene Bücher und Beiträge in den Zeitschriften Die Freude, Licht-Land, Lachendes Leben und Die weiße Fahne.
Zudem war sie in der Freikörperkulturbewegung aktiv. 1930 wurde sie in den Vorstand des Reichsverbands für Freikörperkultur (RFK) gewählt. 1931 wurde sie Sekretärin der Europäischen Union für Freikörperkultur (EUFK).
Ihr Nachlass befindet sich im Archiv der deutschen Jugendbewegung auf Burg Ludwigstein.

## Veröffentlichungen
- Galathea, 1921. (Novelle)
- Flucht in den Tod, 1924. (Drama)
- Freie Lebensgestaltung. Ein Beitrag zur Neuformung des Lebensstils, 1926.
- Lebensrhythmus. Ein Beitrag zum Problem der Neubeseelung des Lebens, Stuttgart 1927.
- Vom Wesen und Wert der Freikörperkultur. Eine grundsätzliche Darlegung, Egestorf 1930.
- Der Prozeßmüller. Geschichte eines Bauerngeschlechts (Der Valknerhof vor Friesack), Potsdam 1942.
- Stunde zwischen Tag und Traum, Regensburg 1961. (Gedichte)
- Herr Walther von der Vogelweide, Heusenstamm 1971.
- Geschaut, empfunden, gestaltet, Frankfurt am M. 1975. (Gedichte und kleine Prosa)